# Аксуат (Казалінський район)
Аксуа́т (каз. Ақсуат) — село у складі Казалінського району Кизилординської області Казахстану. Адміністративний центр Майлибаського сільського округу.
Населення — 1000 осіб (2021; 1044 у 2009, 1252 у 1999, 1211 у 1989).